# Пулитцеровская премия 1917 года
4 июня 1917 года, в первый понедельник месяца, на торжественном заседании Совета попечителей Колумбийского университета впервые были объявлены лауреаты премии, учреждённой согласно завещанию «отца новой журналистики» Джозефа Пулитцера, и в память о нём и его идеалах названной Пулитцеровской.
Завещанием предусматривались премии в 13 номинациях — 4 в журналистике, 4 в литературе, 4 «путешествующих» и 1 в образовании, однако на первый год Совет объявил о проведении конкурса только в семи, причём в трёх из этих конкурсов победил кандидат «Не присуждать». То есть, Пулитцеровская комиссия по присуждению премии (The overseer advisory board) с первых же дней своего существования заявила об очень высоких требованиях к соискателям. Сам завещатель уполномочил Комиссию «удержать любую из премий, соискания которой окажутся ниже стандартов качества, принятых в его изданиях». Тем выше честь для тех лауреатов, которые были признаны достойными премии в тот год,:

## Журналистика
- За служение обществу
  - Золотая медаль стоимостью $500 — не присуждалась

- За редакционный комментарий
  - $500 газете «Нью-Йорк Трибьюн» — за статью от редакции, посвящённую первой годовщине гибели лайнера «Лузитания»

- За серию статей
  - $500 репортёру газеты "Нью-Йорк Уорлд", Герберту Своупу[англ.] — за серию статей, опубликованных 10 и 15 октября и ежедневно с 4 по 22 ноября 1916 года включительно под заголовком «Внутри германской империи»